# 闫晓楠
闫晓楠（1989年6月16日—）是一位来自中华人民共和国辽宁省沈阳市的女性综合格斗运动员。因为其在比赛中侵略性极强的战术手法，获得了“激怒者”（Fury）的绰号，同时她名字中“楠”与英文中“九”发音相似，故闫晓楠也有“Nine”的绰号。因为她散打的出身，她在中國被稱為“散打女王”。她來自北京拳天下搏击俱乐部。她在2017年8月正式成为终极格斗冠军赛（Ultimate Fighting Championship，简称：UFC）的一员，她也是第一名与终极格斗冠军赛签约的中国女性综合格斗运动员。截至2020年11月7日，闫晓楠在UFC最轻量级（草量级）的排名为3名。

## 背景
闫晓楠从小就喜欢习武，13岁在沈阳的一家武校学习武术套路，到了15岁，闫晓楠开始了正式的散打训练，第一次参加散打比赛就获得了辽宁省省级冠军。并在2006年正式进入西安体育学院学习并加入散打队，散打队的教练是培养出中国散打名将后来也进入UFC的王冠的赵学军和那顺格日勒。在学习散打的过程中，闫晓楠接触并喜爱上了综合格斗并开始正式接受这项运动的训练。

## 职业生涯

### 早期生涯
2008年与2010年，闫晓楠参与中国国家体育总局主办的全国泰拳比赛女子比赛并两获冠军。此外，闫晓楠在2010年参加过澳门东方擂台赛54公斤级获得胜利，2011年全国体育院校武术散打锦标赛女子52公斤级获得季军，并于2014年从西安体院毕业。2009年，她正式参加综合格斗类的比赛，在西安终极格斗女子56公斤级别中第一回合仅用时29秒便技术击倒对手唐金获得她的综合格斗生涯中的第一次胜利。此后，在综合格斗的武台上，她分别在2010年两次参加新加坡武术格斗赛（Martial Combat）在同年10月她再次参加西安终极格斗，2015年她参加了菲律宾URCC冠军赛 26，同年10月参加世界自由搏击联合会（WKF）女子综合格斗赛，2015-2016年她3次参加路德国际综合格斗大赛。至此闫晓在进入UFC之前的战绩是7胜1负1无结果6次击倒对手。

### 终极格斗冠军赛生涯
2017年8月31日，闫晓楠正式签约UFC并成为首位站上UFC武台的中国女综合格斗运动员。
- 2017年11月25日在中国上海，闫晓楠以29-28、29-28和30-27的一致判定的结果战胜了美国选手凯琳·科伦（英语：Kailin Curran）[12]。

- 2018年6月23日，闫晓楠在新加坡加冷以29-28、29-28、30-27的点数战胜了巴西选手维维安·佩雷拉（英语：Viviane Pereira），获得UFC两连胜[13]。

- 闫晓楠在2018年11月24日的中国北京的八角笼内与近腾朱里（英语：Syuri Kondo）战满3回合并以30-27、30-27、30-27的点数获得三连胜[14]。

- 当地时间2019年6月8日美国芝加哥美国选手安吉拉·希尔（英语：Angela Hill）顶替原本出战的美国选手菲利斯·赫瑞格（英语：Felice Herrig）与闫晓楠对战，闫晓楠以29-28、29-28、29-28的结果战胜对手，获得四连胜[15][16]。

## 终极格斗冠军赛战绩
| 戰績分項 |       |     |
| 22 場    | 17 勝 | 4負 |
| 擊倒     | 8     | 1   |
| 降服     | 0     | 1   |
| 判定     | 9     | 2   |
| 無效     | 1     | 1   |

| 结果   | 战绩      | 对手                                     | 获胜方式                               | 赛事                                | 日期           | 回合 | 时间   | 地点                   | 注释 |
| ------ | --------- | ---------------------------------------- | -------------------------------------- | ----------------------------------- | -------------- | ---- | ------ | ---------------------- | ---- |
| 負     | 17–4 (1)  | 张伟丽                                   |                                        | UFC 300                             | 2024年4月13日  | 5    | 5:00   | 美國拉斯维加斯,        |      |
| 勝     | 17–3 (1)  | 杰西卡·安德拉德                          |                                        | UFC 288                             | 2023年5月6日   | 1    | 2:20   | 美國紐華克             |      |
| 勝     | 16–3 (1)  | Mackenzie Dern                           |                                        | UFC Fight Night: Dern vs. Yan       | 2022年10月1日  | 5    | 5:00   | 美國拉斯维加斯         |      |
| 負     | 15–3 (1)  | Marina Rodriguez (fighter)               |                                        | UFC 272                             | 2022年3月5日   | 3    | 5:00   | 美國拉斯维加斯         |      |
| 負     | 15–2 (1)  | 卡拉·埃斯帕扎                            |                                        | UFC Fight Night: Font vs. Garbrandt | 2021年5月22日  | 2    | 2:58   | 美國拉斯维加斯         |      |
| 勝     | 15–1 (1)  | Cláudia Gadelha                          |                                        | UFC on ESPN: Santos vs. Teixeira    | 2020年11月7日  | 3    | 5:00   | 美國内华达州拉斯维加斯 |      |
| 勝     | 14–1 (1)  | Karolina Kowalkiewicz                    |                                        | UFC Fight Night: Felder vs. Hooker  | 2020年2月23日  | 3    | 5:00   | 新西蘭奧克蘭           |      |
| 胜     | 11–1（1） | 安吉拉·希尔                              | 一致判定                               | UFC 238                             | 2019年6月8日   | 3    | 5:00   | 美国芝加哥             |      |
| 胜     | 10–1（1） | 近腾朱里                                 | 一致判定                               | UFC 战斗之夜: 布莱兹对战恩干诺 2    | 2018年11月24日 | 3    | 5:00   | 中国北京               |      |
| 胜     | 9–1（1）  | 维维安·佩雷拉                            | 一致判定                               | UFC 战斗之夜: 塞隆对战爱德华兹      | 2018年6月23日  | 3    | 5:00   | 新加坡加冷             |      |
| 胜     | 8–1（1）  | 凯琳·科伦                                | 一致判定                               | UFC 战斗之夜: 比斯平对战加斯特尔    | 2017年11月25日 | 3    | 5:00   | 中国上海               |      |
| 无结果 | 7–1（1）  | 藤野惠实                                 | 无结果（藤野因头部受到撞击使比赛停止） | 路德FC （ROAD FC）34                | 2016年11月19日 | 1    | 2:48   | 中国石家庄             |      |
| 胜     | 7–1       | 韓瑞熙                                   | 技术击倒（侧踢和拳打）                 | 路德FC （ROAD FC）30                | 2016年4月16日  | 1    | 3:28   | 中国北京               |      |
| 胜     | 6–1       | 南睿贤（Ye Hyun Nam）                    | 一致判定                               | 路德FC （ROAD FC）27                | 2016年12月26日 | 2    | 5:00   | 中国上海               |      |
| 胜     | 5–1       | 贝亚马·孟轲穆戈尔（Bayarmaa Munkhgerel） | 击倒（拳打）                           | 世界自由搏击联合会拳王争霸赛        | 2015年10月30日 | 1    | 不适用 | 中国北京               |      |
| 胜     | 4–1       | 多洛雷斯·多洛雷斯（Dolores Meek）        | 技术击倒（拳打）                       | 菲律宾URCC冠军赛 26                 | 2015年7月15日  | 1    | 3:25   | 菲律宾邦板牙省         |      |
| 胜     | 3–1       | 王晓英（Xiaoying Wang）                  | 技术击倒（拳打）                       | 西安终极格斗                        | 2010年10月30日 | 2    | 0:29   | 中国广州               |      |
| 负     | 2–1       | 卡里娜·哈里楠（Karina Hallinan）         | 后背位裸绞制服                         | 新加坡武术格斗赛 10                 | 2010年9月16日  | 1    | 3:29   | 新加坡圣淘沙           |      |
| 胜     | 2–0       | 伊妮昂（Gina Iniong）                    | 一致判定                               | 新加坡武术格斗赛 6                  | 2010年7月15日  | 3    | 5:00   | 新加坡圣淘沙           |      |
| 胜     | 1–0       | 唐金                                     | 技术击倒（踩击及拳打）                 | 西安终极格斗                        | 2009年11月21日 | 1    | 0:29   | 中国广州               |      |